# LGBT au Chili

Un drapeau mélangeant le drapeau chilien et le drapeau LGBT.

Les droits des personnes lesbiennes, gays, bisexuelles et transgenres (LGBT) au Chili ont grandement progressé depuis la légalisation de l'homosexualité en 1999. Historiquement conservateur, le Chili est devenu l'un des pays d'Amérique latine les plus tolérants vis-à-vis des personnes LGBT.

## Histoire

### Époque précolombienne
Au cours de l'époque précolombienne, le rapport à l'homosexualité et la transidentité pouvait être différent selon les peuples indigènes qui occupaient le territoire de l'actuel Chili.
Dans la culture mapuche, les chefs religieux appelés machis pouvaient être des hommes, qui se travestissaient lors des cérémonies religieuses. Jusqu'à la fin du XVIIe siècle, les machis weye sont des hommes chamanes qui naviguent entre les genres masculin et féminin ou constituent un troisième genre. La langue mapuche ne différencie d'ailleurs pas le genre entre masculin et féminin (contrairement au sexe biologique). Les machis weye étaient considérés comme des médiateurs entre le monde des hommes et celui des esprits. S'ils sont qualifiés de « sodomites » par les colons, le terme renvoie à l'époque à toute relation n'ayant pas pour but la procréation et ne se limitait pas aux rapports sexuels anaux. Certains machis avaient toutefois des rapports sexuels entre hommes, mais leurs relations sexuelles n'étaient pas vues comme homosexuelles, hétérosexuelles ou bisexuelles mais davantage spirituelles. Le terme weye est cependant toujours utilisé comme insulte homophobe dans le Chili contemporain. En raison de l'homophobie des colons, les machis hommes deviennent célibataires pour s'aligner sur les croyances catholiques puis disparaissent progressivement pour laisser leur place aux femmes. En dehors des machis, l'homosexualité semblait davantage mal vue.
Dans la civilisation inca, qui occupait le nord du pays, les relations homosexuelles étaient le plus souvent réprouvées et condamnées, parfois de le peine de mort. Elles existaient cependant dans un contexte religieux et, dans certaines régions, ces pratiques n'étaient pas persécutées.

### Le Chili conservateur

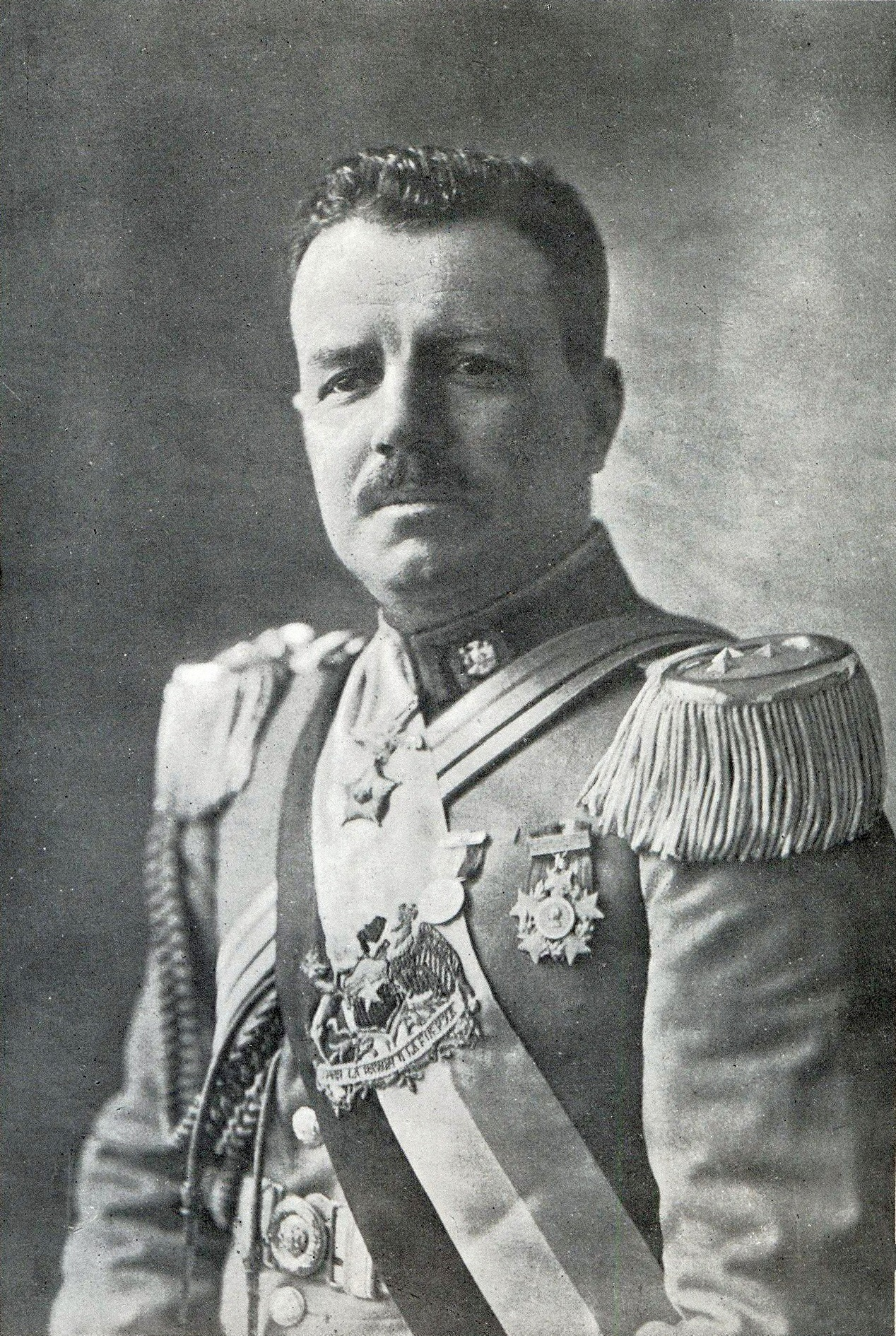
Le président Carlos Ibáñez del Campo (ici en 1927) est connu pour ses positions hostiles aux homosexuels.

En 1875, le Congrès national adopte un nouveau code pénal interdisant, dans son article 365, les relations sexuelles entre hommes. L'article 373 du même code vise les comportements contraires à la morale et aux bonnes mœurs.
Durant sa présidence, entre 1927 et 1931, Carlos Ibáñez del Campo utilise la législation pour s'attaquer aux homosexuels. Il met en œuvre les articles 365 et 373 du code pénal. De nombreux homosexuels sont enfermés dans un camp d'internement à Pisagua. Selon une légende populaire, non prouvée, des raids étaient organisés contre les locaux homosexuels de Santiago pour envoyer leurs membres à Valparaíso et les noyer dans l'océan Pacifique. Selon ces mêmes croyances, l'homophobie d'Ibáñez del Campo était due à l'homosexualité de son fils,. La répression se poursuit entre 1938 et 1941 sous la présidence de Pedro Aguirre Cerda, la Direction générale des prisons (en espagnol : Dirección General de Prisiones) envoyant les prisonniers homosexuels à Pisagua. Une unité spéciale est créée pour tenter de corriger leur comportement.
La loi no 11.625 sur les comportements anti-sociaux (en espagnol : Ley Nº11.625 de Estados Antisociales), proposée sous Gabriel González Videla et promulguée par Ibáñez del Campo en 1954, prend des mesures contre les groupes « anti-sociaux » qui constituent un danger par la société. Une procédure pénale accélérée est notamment prévue pour ces groupes, parmi lesquels se trouvent les vagabonds, les toxicomanes et les homosexuels.
L'homophobie reste longtemps très présente au Chili, partagée à droite comme à gauche. Lors de l'élection présidentielle de 1970, la presse de gauche attaque Jorge Alessandri pour sa supposée homosexualité en le surnommant « la dame » (en espagnol : la señora),.
En mars 1973, Marcia Torres est la première personne chilienne à subir une chirurgie de réattribution sexuelle puis à changer de nom et de sexe à l'état civil. Quelques mois plus tard, le 22 avril 1973, la première manifestation en faveur des droits homosexuels du pays est organisée sur la place d'Armes de Santiago par douze travestis. Environ 40 hommes aux cheveux longs participent à la manifestation. Le journal de gauche Clarín titre alors : « Les pédés ont exhibé leurs déviations sexuelles sur la place d'Armes » (« Ostentación de sus desviaciones sexuales hicieron los maracos en la Plaza de armas »).
La dictature militaire d'Augusto Pinochet, qui s'installe au Chili en septembre 1973, n'instaure pas de répression spécialement dirigée contre les personnes LGBT comme elle l'a fait contre les personnes engagées à gauche. L'orientation sexuelle et l'identité sexuelle peuvent toutefois être une « circonstance aggravante » lorsqu'une personne est torturée, notamment chez les lesbiennes. Si la dictature promeut un modèle machiste et patriarcal, une certaine liberté existe chez les classes les plus aisées ; des premières boîtes de nuit gays (le Fausto par exemple) apparaissent ainsi au Chili sous Pinochet. C'est également sous la dictature qu'apparaissent les premiers groupuscules luttant pour les droits des personnes LGBT, à l'image d'Integración fondé en 1977.
Comme dans de nombreux pays, l'épidémie de SIDA qui touche le Chili à partir de 1984 réveille un profond sentiment homophobe. Par exemple, un décret pour lutter contre la progression du virus demande d'éduquer les enfants contre les « pathologies sociales de la sexualité : l'homosexualité, la prostitution, le viol, le viol sur mineur et l'inceste ».

### Le retour à la démocratie et l'avancée des droits LGBT

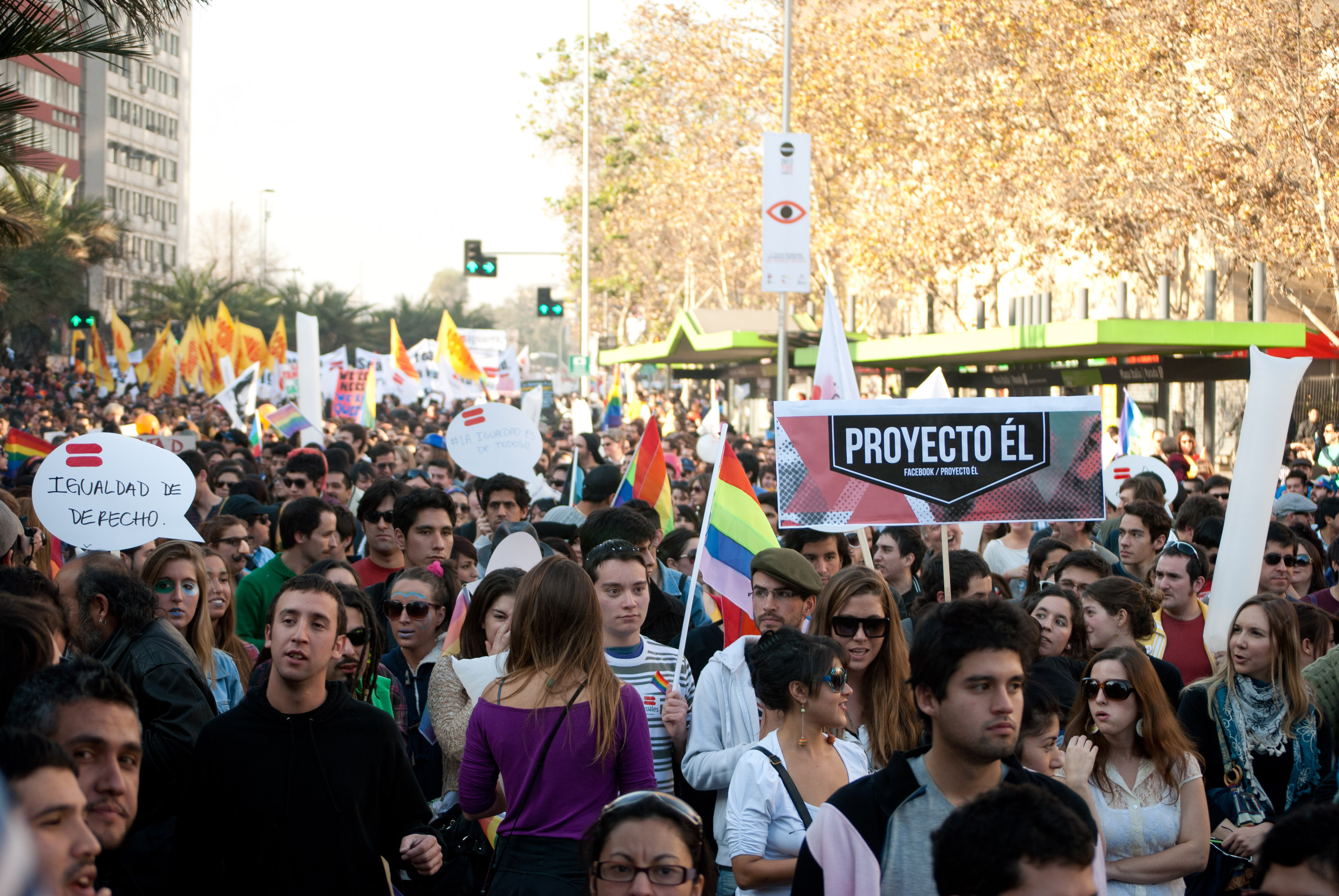
La marche des fiertés de Santiago en 2012.

L'année 1989 voit le retour de la démocratie au Chili. Deux ans plus tard est créée la principale association de défense des droits des personnes homosexuelles du pays : le Mouvement d'intégration et de libération homosexuel (en espagnol : Movimiento de Integración y Liberación Homosexual ou Movilh). Le Movilh milite principalement pour l'abolition de l'article 365 du Code pénal prohitant les relations homosexuelles masculines. L'article est modifié en 1999, mettant fin à l'interdiction de l'homosexualité masculine pour les personnes majeures. Pour rassurer la frange la plus conservatrice de la société, une majorité sexuelle différente est instaurée pour les homosexuels (18 ans, contre 14 pour les hétérosexuels).
Durant les années 2010, la législation change rapidement pour protéger les personnes LGBT. Après le meurtre de Daniel Zamudio, en mars 2012 en raison de son orientation sexuelle, une loi anti-discrimination est votée par le Congrès national. En 2015, une union civile ouverte à tous les couples est mise en place. En 2018, le succès d'Une femme fantastique conduit à l'adoption d'une loi en faveur des personnes transgenres chiliennes.
Un texte de loi autorisant mariage entre personnes de même sexe est approuvé par le Parlement en décembre 2021. Quelque 65 % des Chiliens y étaient favorables.

## Droits

### Légalisation des relations homosexuelles
En 1875, un nouveau code pénal est adopté. Il s'inspire pleinement du Code pénal espagnol de 1848, qui n'interdit pas la sodomie. Si le projet de loi initial n'aborde pas le sujet des relations entre personnes de même sexe, un délit de sodomie est introduit lors des discussions parlementaires. Le Code pénal chilien inclut un article 365 interdisant la pratique de la sodomie : « Celui qui se rend coupable de sodomie sera puni d'une peine d'emprisonnement mineur dans sa classe moyenne » (en espagnol : El que se hiciere reo de sodomía sufrirá la pena de presidio menor en su grado medio). La sodomie ayant alors plusieurs sens, la jurisprudence finit par estimer que seules les relations sexuelles entre hommes sont concernées : le délit est considéré comme une atteinte à la société, et non à la liberté sexuelle individuelle.
Au cours de l'histoire, l'article 373 du même code pénal réprimant les manquements à la morale et aux bonnes mœurs est cependant davantage utilisé pour s'attaquer aux personnes homosexuelles — hommes et femmes — qui restaient souvent cinq jours en cellule avant d'être libérés. Le 3 août 1993, le président Patricio Aylwin présente une réforme des délits sexuels supprimant l'article 365. Le projet de loi est discuté pendant plusieurs années au Congrès. Le 12 juillet 1999, le président Eduardo Frei promulgue la loi 19.617 qui modifie l'article 365 et rend légales les relations sexuelles entre hommes.
La réforme de l'article 365 du Code pénal n'est toutefois pas encore une égalité entre personnes hétérosexuelles et personnes LGBT. Les relations homosexuelles avec un mineur de 18 ans sont interdites, même avec consentement, alors que la majorité sexuelle est fixée à 14 ans pour les relations hétérosexuelles. Le nouvel article 365 du Code pénal chilien énonce en effet : « Celui qui accède charnellement à un mineur de dix-huit ans du même sexe, sans qu'interviennent les circonstances des délits d'agression sexuelle ou de viol, sera puni d'une réclusion mineure dans ses classes minimale à moyenne » (en espagnol : El que accediere carnalmente a un menor de dieciocho años de su mismo sexo, sin que medien las circunstancias de los delitos de violación o estupro, será penado con reclusión menor en sus grados mínimo a medio.). Il s'agit à l'époque d'un compromis pour faire accepter la dépénalisation de l'homosexualité pour les personnes majeures. Dans les faits, elle ne concerne que les situations où le mineur est un homme « passif » dans le rapport sexuel. En août 2018, la constitutionnalité de cet article est validée en raison d'une égalité des voix au sein du tribunal constitutionnel : cinq juges estiment l'article homophobe et contraire à la l'égalité devant la loi et au droit à la vie privée garantis par la constitution ; cinq autres estiment que les mineurs n'ont pas de droit à la liberté sexuelle et que le constituant de 1980 n'a pas entendu le droit à la liberté personnelle comme un droit à l'autodétermination sexuelle. L'abrogration de l'article 365 du Code pénal est finalement approuvée par le Parlement chilien en août 2022, dans le cadre de la « loi Tamara » sur la protection de la jeunesse, publiée au journal officiel le 25 août. Le Movilh se félicite alors de la fin de « la dernière loi homophobe en vigueur au Chili »,.
L'article 373 du Code pénal interdisant les manquements à la morale et aux bonnes mœurs est toutefois en toujours en vigueur. En raison de son caractère vague, il a pu être utilisé pour réprimer les marques d'affections publiques entre personnes homosexuelles ou encore arrêter des personnes transgenres, y compris au XXIe siècle.

### Reconnaissance des couples de même sexe

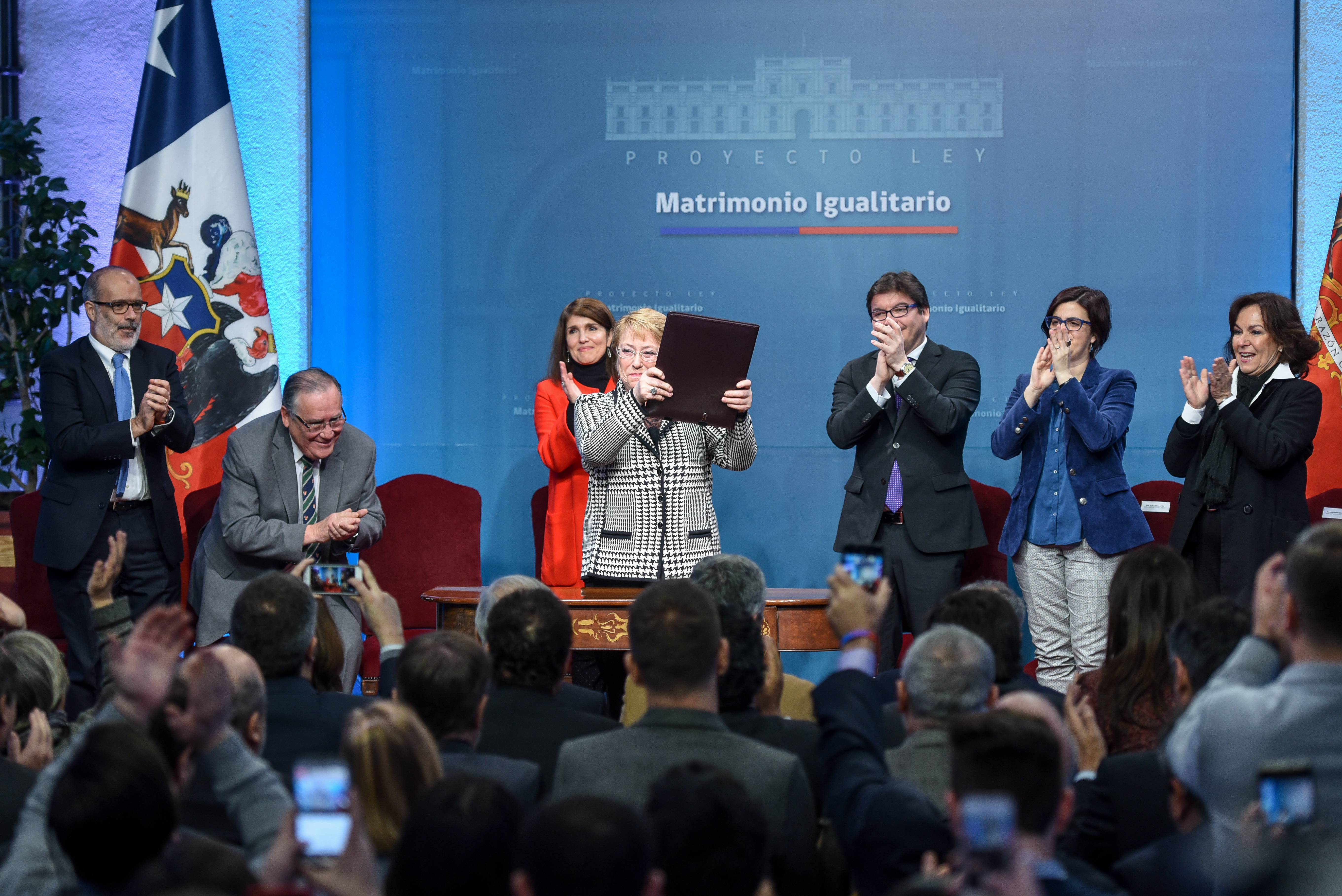
Michelle Bachelet signant la proposition de loi sur le mariage égalitaire en 2017.

Une première proposition de loi pour reconnaître les couples de même sexe est introduite au Congrès national le 10 juillet 2003. Dix parlementaires soutiennent cette « loi de promotion de la non-discrimination et du contrat d'union civile entre personnes de même sexe » (en espagnol : Ley de Fomento de la no Discriminación y Contrato de Unión Civil Entre Personas del Mismo Sexo). Le projet reste dans les archives du Congrès. En 2008, plusieurs élus proposent sans succès de retirer les conditions de sexe dans les dispositions du Code civil traitant du mariage. L'année suivante, un projet de pacte d'union civile (en espagnol : Pacto de Unión Civil) est présenté par trois députés.
En août 2011, le gouvernement de droite de Sebastián Piñera introduit un projet de loi concernant l'accord de vie en couple (en espagnol : Acuerdo de Vida en Pareja). En 2013, le Sénat fusionne ce projet avec la proposition d'accord de vie commune (en espagnol : Acuerdo de Vida en Común) proposé par Andrés Allamand en 2010. La commission paritaire choisit finalement le nom d'accord d'union civile (en espagnol : Acuerdo de Unión Civil). Le texte est voté en 2014 et la loi est promulguée le 13 avril 2015 par la présidente Michelle Bachelet. La loi 20.830 prévoit que « l'accord d'union civile est un contrat célébré entre deux personnes qui partagent un foyer, dans le but de réguler les effets juridiques dérivant de sa vie commune affective, de caractère stable et permanent » (en espagnol : El acuerdo de unión civil es un contrato celebrado entre dos personas que comparten un hogar, con el propósito de regular los efectos jurídicos derivados de su vida afectiva en común, de carácter estable y permanente). L'AUC est conclu entre personnes majeures capables de même sexe ou de sexe opposé. Il prévoit notamment des droits en matière d'héritage et de pension de réversion, une présomption de paternité (pour les couples hétérosexuels) ainsi qu'une aide mutuelle dans les dépenses communes (sans obligation de cohabitation). Les premières unions civiles ont lieu le 22 octobre 2015. Entre son entrée en vigueur et le 30 juin 2016, 6 360 accords d'union civile sont célébrés. 75 % d'entre eux concernent des couples hétérosexuels, 14 % des couples d'hommes et 11 % des couples de femmes.
En 2016, le gouvernement Bachelet signe un accord de solution amiable avec le Movilh devant la Commission interaméricaine des droits de l'homme l'engageant à légaliser le mariage homosexuel. À la fin de son mandat, en septembre 2017, la présidente de gauche Michelle Bachelet présente donc une proposition de loi en faveur du mariage homosexuel estimant qu'il s'agit d'« un nouveau pas vers un Chili plus inclusif et plus digne pour toutes et tous ». Deux ans plus tard, le projet est examiné par le Sénat du Chili à majorité de centre-gauche. Son avenir est incertain, la présidence et la Chambre des députés étant à majorité de droite.

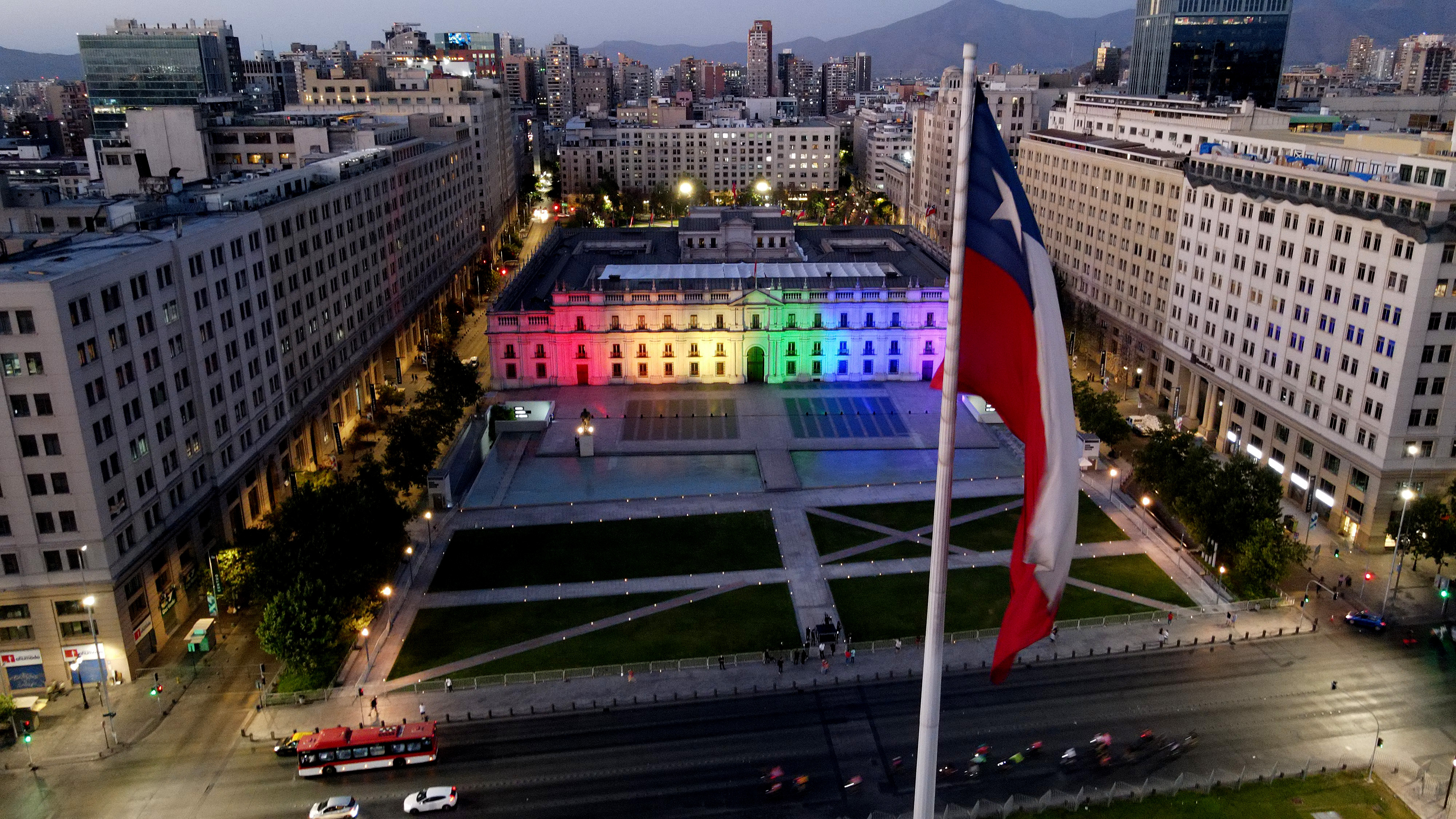
La Moneda, siège de la présidence chilienne, illimunée pour célébrer l'adoption du mariage homosexuel le 7 décembre 2021.

Le mariage homosexuel est finalement adopté par le parlement chilien le 7 décembre 2021, par 21 voix contre 8 au Sénat (3 abstentions) puis par 82 voix contre 20 à la Chambre des députés (2 abstentions). La loi est promulguée par Sebastian Piñera et entre en vigueur le 10 mars 2022. Ce même jour, le premier mariage homosexuel du Chili est célébré près de Santiago (à Providencia) entre Javier Silva et Jaime Nazar, en couple depuis sept ans (dont trois années d'accord d'union civile),. L'accord d'union civile reste ouvert à tous les couples et n'est pas abrogé par cette réforme.
Au Chili, l'adoption reste longtemps réservée (par ordre de priorité) aux familles des enfants, aux couples mariés et aux célibataires. L'adoption n'était pas autorisée pour les couples homosexuels, mais l'adoption pour les célibataires n'est pas réservée aux hétérosexuels. Une proposition de loi pour étendre l'adoption aux couples homosexuels est introduite en octobre 2013. Son parcours législatif est réactivé durant l'été 2018 par le gouvernement Piñera, qui souhaite toutefois laisser la priorité aux couples hétérosexuels. Au printemps 2019, la Chambre des députés vote en faveur de l'adoption pour tous les couples sans priorité pour les hétérosexuels. En 2021, la loi sur le « mariage égalitaire » (en espagnol : matrimonio igualitario) met fin à toute discrimination contre les couples de même sexe en matière de filiation, d'adoption conjointe et de procréation médicalement assistée,.

### Droits des personnes transgenres
À partir de 1970, la loi 17.344 permet de changer de nom puis de sexe une fois au cours de sa vie, après réclamation devant un tribunal civil. Sa vocation initiale est de corriger des erreurs d'état civil. La loi encadre peu la procédure et ne prévoit pas de critères précis, une grande liberté d'appréciation est donc laissée au juge. Il revient en effet au juge d'examiner la demande et de solliciter tout renseignement (examens médicaux, etc.). Marcia Alejandra Torres Mostajo est la première femme chilienne à obtenir une chirurgie de réattribution sexuelle (en mars 1973) puis à changer de nom et de sexe sur ses papiers d'identité (en mai 1974).

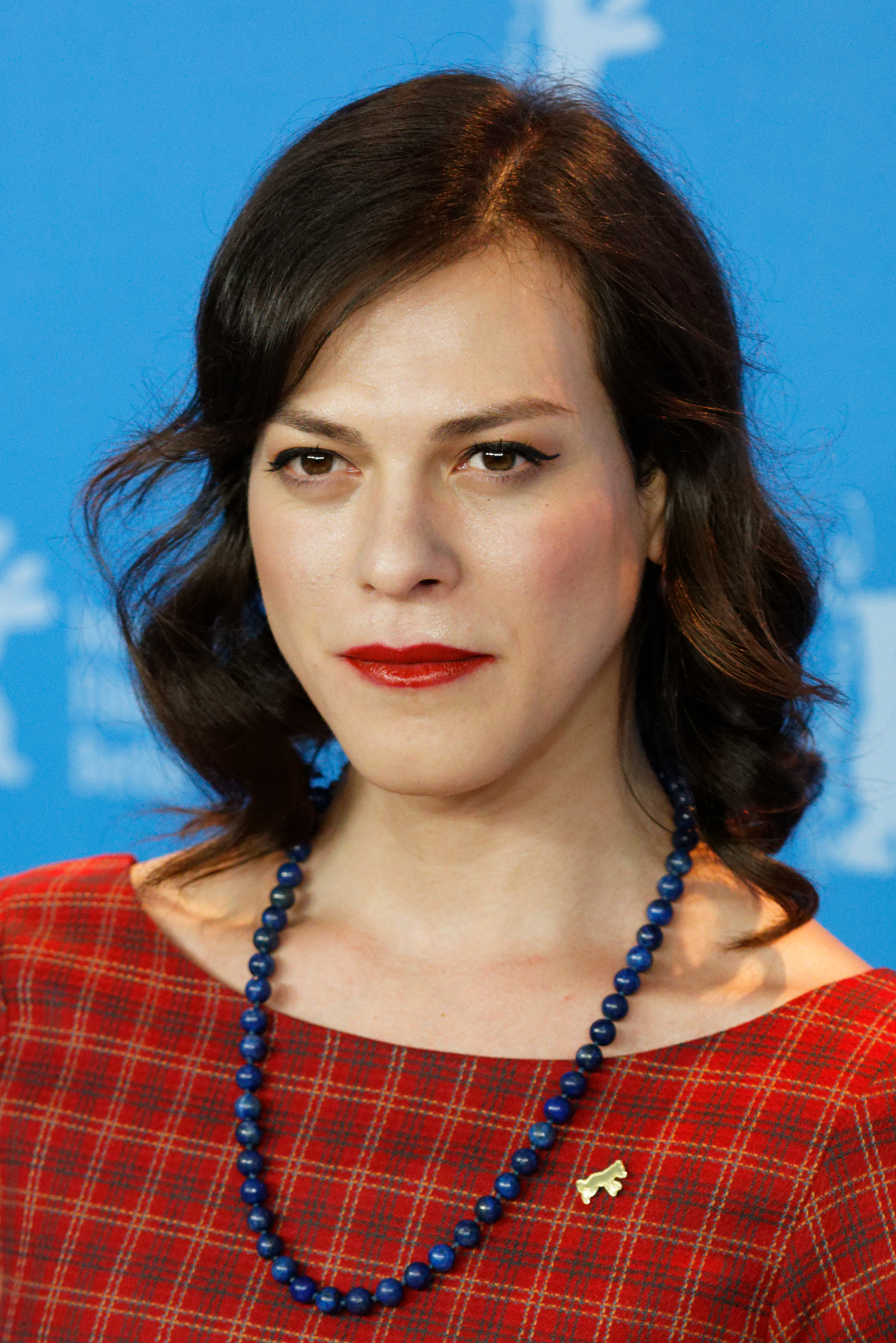
Le succès du film Une femme fantastique, dont le personnage principal est une femme transgenre jouée par Daniela Vega, favorise l'adoption d'une loi en faveur des personnes trans.

À partir des années 2010, en raison de la plus grande visibilité des personnes transgenres, davantage de changements de sexe au registre civil sont faits. Si seulement 9 changements de sexe sont inscrits au registre civil en 2006, ce nombre est porté à 59 dix ans plus tard. À chaque fois, la moitié concerne des changements d'homme à femme et l'autre moitié de femme à homme.
Un projet de loi pour encadrer le changement de genre est introduit en mai 2013 au parlement. Il prévoit alors un mécanisme judiciaire pour effectuer le changement, la nécessité d'une reconnaissance médicale et l'exclusion des mineurs. Le projet stagne au parlement pendant plusieurs années. En mars 2018, le conservateur Sebastián Piñera retrouve la présidence de la république chilienne. Il est notamment connu pour avoir estimé que le changement de genre à l'état civil était comme « un t-shirt que l'on change chaque jour ». Toutefois, après le succès du film Une femme fantastique (en espagnol : Una Mujer Fantastica) de Sebastián Lelio, nommé aux Oscars et dont le personnage principal est une femme transgenre jouée par Daniela Vega, le Parlement chilien vote une loi permettant le changement de sexe à l'état civil sans qu'une autorisation d'un juge ou une chirurgie de réattribution sexuelle ne soient nécessaires.
Le texte final est approuvé en septembre 2018 par la Chambre des députés. Il est promulgué par Piñera en novembre 2018. La loi étend le changement de genre à l'état civil aux personnes âgées de 14 à 18 ans et prévoit que le mineur doit être accompagné d'un représentant légal pour effectuer le changement ou peut faire appel à un juge. Pour les adultes, le passage devant un juge n'est pas nécessaire : il faut remplir un formulaire auprès du registre civil en présence de deux témoins. En raison de l'absence de reconnaissance du mariage homosexuel, la loi exige toutefois le divorce de toute personne souhaitant faire reconnaître son changement de sexe.
En 2021, la loi sur le mariage homosexuel met un terme à cette obligation de divorce. Elle reconnaît également la maternité des femmes transgenres et la paternité des hommes transgenres sur les certificats de naissance.

### Droits des personnes intersexes
Depuis 2006, le Registre civil chilien permet d'inscrire les personnes intersexes sous le terme « sexe indéfini » (en espagnol : sexo indefinido). Entre 2006 et 2018, 269 personnes sont concernées.
En décembre 2015, le gouvernement chilien marque son opposition aux opérations dites de « normalisation » sur les enfants intersexes. Dans une circulaire du ministère de la santé, le sous-secrétaire à la santé Jaime Burrows et la sous-secrétaire aux réseaux d'assistance Gisela Alarcón demandent l'arrêt des opérations chirurgicales génitales non nécessaires et irréversible, tant que la personne intersexe soit en âge de pouvoir prendre la décision. Le Chili est le deuxième pays du monde, après Malte, à interdire de telles procédures. Après les critiques d'urologues, une nouvelle circulaire est publiée l'année suivante en listant des conditions dans lesquelles les opérations peuvent avoir lieu. Les associations estiment alors que la nouvelle circulaire détruit le travail de l'ancienne et que peu d'avancées réelles ont lieu en l'absence de réel protocole.

### Protection contre les discriminations

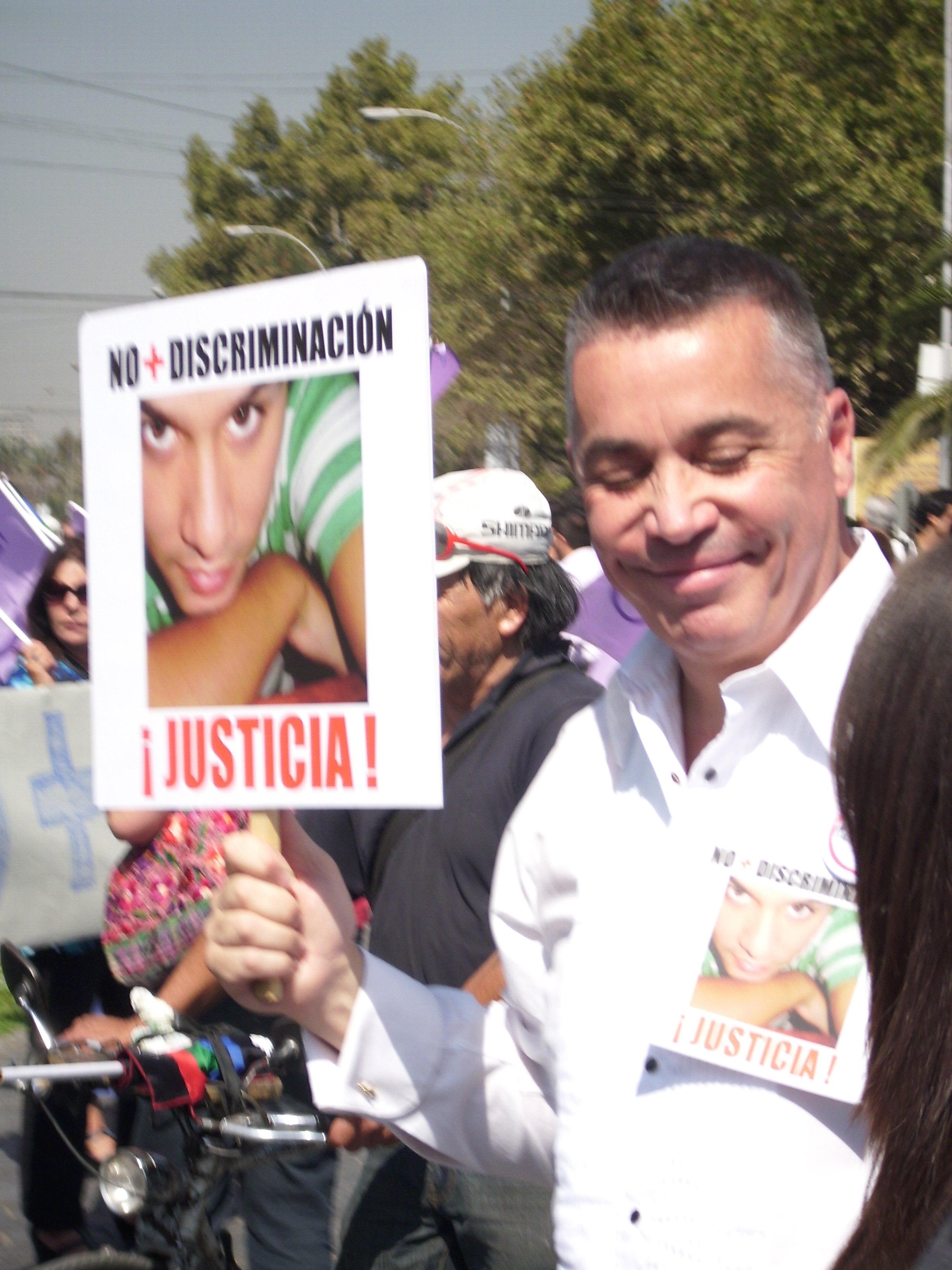
Un homme arborant une photographie de Daniel Zamudio demandant le vote de la loi anti-discrimination, lors des funérailles de Zamudio en mars 2012.

En 2005, une proposition de loi contre les discriminations, notamment en raison de l'orientation sexuelle, est déposée devant le Congrès national. Elle est mise de côté durant de nombreuses années, de nombreux législateurs estimant qu'elle ouvrira la voie au mariage homosexuel dans le pays encore très conservateur. Pourtant, entre 2002 et 2011, 17 personnes sont tuées en raison de leur orientation sexuelle.
En mars 2012, un jeune homosexuel de 24 ans, Daniel Zamudio, est attaqué dans un parc de Santiago en raison de son homosexualité. Pendant plusieurs heures, il est torturé par un groupe de jeunes néonazis. Il meurt trois semaines plus tard à l'hôpital,. Le meurtre crée une vague d'émotion dans le pays, où de nombreuses veillées et manifestations sont organisées. En quelques semaines, le Congrès national approuve la loi anti-discrimination.
Le 12 juillet 2012, la loi 20.609 ou loi Zamudio est promulguée par Sebastián Piñera,. Elle interdit toute discrimination fondée sur la race ou l'ethnie, la nationalité, la situation socio-économique, la langue, l'idéologie ou l'opinion politique, la religion ou les croyances, le syndicalisme ou la participation ou non à des organisations grémiales, le sexe, l'orientation sexuelle, l'identité de genre, l'état civil, l'âge, la filiation, l'apparence personnelle, la maladie ou le handicap. Les victimes disposent d'un délai de 90 jours après la survenance de l'acte discriminatoire pour intenter une action de non discrimination arbitraire devant un juge. La loi n'interdit que les discriminations « arbitraires ». Pour rassurer les conservateurs, elle maintient les discriminations ayant une justification raisonnable (notamment relative à la vie privée, à la liberté de conscience et de culte, etc.). Des amendes de 320 à 3 200 euros sont prévues.
La loi est dans les faits peu appliquée. Entre 2012 et 2018, seules 389 plaintes se fondent sur la loi Zamudio. L'association Movilh demande une réforme pour rendre la loi plus efficace, avec notamment la création d'une agence consacrée à la lutte contre les discriminations. En janvier 2019, le gouvernement lance une consultation pour améliorer la loi Zamudio.

## Tableau récapitulatif
| Dépénalisation de l’homosexualité                                     | Depuis 1999 |
| Majorité sexuelle identique à celle des hétérosexuels                 | Depuis 2022 |
| Lois contre les discriminations dans le domaine de l'emploi           | Depuis 2012 |
| Lois contre les discriminations dans le domaine des biens et services | Depuis 2012 |
| Reconnaissance des couples de même sexe                               | Depuis 2015 |
| Mariage civil                                                         | Depuis 2022 |
| Adoption pour couples de personnes de même sexe                       | Depuis 2022 |
| Droit pour les gays de servir dans l’armée                            | Depuis 2012 |
| Droit de changer légalement de genre                                  | Depuis 1974 |
| Reconnaissance des personnes intersexes                               | Depuis 2006 |
| Interdiction des thérapies de conversion                              | Non         |
| Gestation pour autrui pour les gays                                   | Oui         |
| Accès aux FIV pour les lesbiennes                                     | Oui         |
| Autorisation du don de sang pour les HSH                              | Depuis 2013 |